# Эхо (сериал)
«Э́хо» (англ. Echo) — американский супергеройский мини-сериал, созданный Мэрион Дэйр для стримингового сервиса Disney+ и основанный на одноимённом персонаже Marvel Comics. Производством занимается Marvel Studios. События сериала разворачиваются в медиафраншизе «Кинематографическая вселенная Marvel» (КВМ), он напрямую связан с фильмами франшизы и является спин-оффом сериала «Соколиный глаз» (2021). По сюжету Майя Лопес возвращается в родной город, где она должна примириться со своим прошлым, восстановить связь с индейскими корнями, и принять свою семью и местную общину. Главным сценаристом сериала выступает Мэрион Дэйр, а главой режиссёрской группы — Сидни Фриленд.
Алаква Кокс повторила роль Майи Лопес / Эхо из сериала «Соколиный глаз»; в числе других актёров Ческей Спенсер, Танту Кардинал, Девери Джейкобс, Коди Лайтнинг, Грэм Грин, Зан Маккларнон, Винсент Д’Онофрио и Чарли Кокс. Разработка сериала началась в марте 2021 года, когда Итан и Эмили Коэн были назначены сценаристами и исполнительными продюсерами проекта. О сериале было официально объявлено в ноябре 2021 года, тогда же выяснилось, что Мэрион Дэйр стала главным сценаристом проекта. К марту 2022 года режиссёром сериала была назначена Сидни Фриленд. Съёмки начались в конце апреля и продлились до сентября 2022 года в Атланте, Пичтри-Сити, Сошиал-Сёркле и Грантвилле. В мае 2022 года к проекту присоединились новые члены актерского состава и второй режиссёр Катриона МакКензи.
Премьера «Эхо» состоялась 9 января 2024 года на стриминговом сервисе Disney+. Сериал стал частью Пятой фазы КВМ.

## Синопсис
После событий сериала «Соколиный глаз» (2021) Майя Лопес возвращается в родной город, где она должна примириться со своим прошлым, восстановить связь с индейскими корнями, и принять свою семью и местную общину.

## Актёрский состав
- Алаква Кокс — Майя Лопес / Эхо: Глухонемая коренная американка из племени Чокто и бывший лидер преступной организации «Мафия в трениках», работавшая на Уилсона Фиска[2][3]. Режиссёр и исполнительный продюсер Сидни Фридлэнд сказала, что у Лопес не будет способности идеально копировать движения другого человека.
- Винсент Д’Онофрио — Уилсон Фиск / Кингпин:
Криминальный босс Нью-Йорка и названный дядя Майи, который был ответственен за смерть её отца[4]. После того, как Майя выстрелила в него во время событий «Соколиного глаза» (2021), Фиск начинает носить повязку на одном глазу; в комиксах он ослеп на оба глаза.
- Ческей Спенсер — Генри «Чёрный ворон» Лопес[1]: дядя Майи и брат Уильяма Лопеса, который владеет местным катком и до сих пор связан с криминальной империей Фиска
- Танту Кардинал — Чула[1]: бабушка Майи
- Грэм Грин — Скалли[1]: дедушка Майи
- Девери Джейкобс[англ.] — Бонни: двоюродная сестра Майи, «упорная и волевая» девушка[5]
- Коди Лайтнинг[англ.] — кузен Бисквит[1]: двоюродный брат Майи
- Чарли Кокс — Мэтт Мёрдок / Сорвиголова: Слепой адвокат из Адской кухни в Нью-Йорке, ведущий двойную жизнь как линчеватель в маске[4].
- Зан Маккларнон — Уильям Лопес: покойный отец Майи и бывший лидер Мафии в трениках[6].

Джереми Реннер появляется в роли Клинта Бартона / Ронина в сцене-флэшбеке, с использованием архивных кадров из сериала «Соколиный глаз».

## Список серий
| № | Название        | Режиссёр         | Автор сценария | Дата премьеры |
| - | --------------- | ---------------- | --- | ------------- |
| 1 | «Чафа» «Chafa»  | Сидни Фриленд    | Мэрион Дэйр, Джош Фельдман, Стивен П. Джадд и Кен Кристенсен | 9 января 2024 |
| 2 | «Ловак» «Lowak» | Сидни Фриленд    | Телесценарий: Мэрион Дэйр, Джош Фельдман, Стивен П. Джадд и Эллен Мортон Сюжет: Мэрион Дэйр, Кен Кристенсен, Джош Фельдман, Стивен П. Джадд, Ребекка Роунхорс и Бобби Уилсон | 9 января 2024 |
| 3 | «Тукло» «Tuklo» | Катрина Маккензи | Телесценарий: Мэрион Дэйр и Кен Кристенсен Сюжет: Кен Кристенсен, Джейсон Гэвин и Шошанна Стерн                                                                              | 9 января 2024 |
| 4 | «Талоа» «Taloa» | Сидни Фриленд    | Кен Кристенсен, Джош Фельдман и Шантель М. Уэллс | 9 января 2024 |
| 5 | «Майя» «Maya»   | Сидни Фриленд    | Эми Рардин, Стивен П. Джадд, Эллен Мортон и Шантель М. Уэллс | 9 января 2024 |

## Производство

### Разработка
В декабре 2020 года было объявлено, что Алаква Кокс получила роль Майи Лопес / Эхо в сериале Marvel Studios «Соколиный глаз» (2021) для стриминг-сервиса Disney+. В марте 2021 года Marvel Studios приступила к разработке спин-оффа для Disney+, посвящённого героине, а Итан и Эмили Коэн получили должности сценаристов и исполнительных продюсеров. Официально о сериале «Эхо» было объявлено в ноябре 2021 года, тогда же выяснилось, что Мэрион Дэйр стала главным сценаристом проекта вместо Коэнов. Режиссёрский дуэт Берт & Берти, снявшие эпизод «Соколиного глаза» под названием «Эха», в котором впервые появилась Майя Лопес, отметили, что не будут участвовать в создании спин-оффа, заявив, что было бы уместно, чтобы историю персонажа продолжил рассказывать кто-то из сообщества коренных американцев. В марте 2022 года Сидни Фриленд поделилась приглашением на кастинг на своей странице в Instagram, намекнув на своё участие в сериале в качестве режиссёра. В мае Marvel Studios подтвердила назначение Фриленд на пост главного режиссёра проекта, а Катрионы МакКензи — на должность второго режиссёра. Исполнительными продюсерами сериала выступают Кевин Файги, Луис Д’Эспозито, Виктория Алонсо, Брэд Уиндербаум, Стивен Бруссар, Ричи Палмер, а также Мэрион Дэйр и Джейсон Гэвин; Фриленд является соисполнительным продюсером.

### Сценарий
Команда сценаристов для сериала была сформирована к марту 2021 года, когда было объявлено о разработке проекта. В дополнение к Дэйр, сценаристами проекта выступают Шошанна Штерн, Джош Фельдман, Ребекка Ронхорс, Бобби Уилсон, Стивен Пол Джадд, Джейсон Гэвин, Кен Кристенсен, Дара Резник, Джессика Мекленбург, Кейтлин Джефферс и Палома Лам. К середине февраля 2022 года были написаны сценарии, по крайней мере, двух эпизодов. Менеджер по съёмкам Райан Шетцле рассказал, что сюжет будет сосредоточен на небольшом городке. В заявлении Marvel было уточнено, что сериал раскроет последствия действий Лопес в «Соколином глазе» и расскажет историю происхождения героини.

### Подбор актёров
После начала разработки сериала в марте 2021 года ожидалось, что Алаква Кокс вернётся к своей роли, что было подтверждено официальным анонсом сериала в ноябре 2021 года. К августу 2021 года начался кастинг для сериала: Marvel Studios решила пригласить в проект глухих коренных американцев или латиноамериканок. В апреле 2022 года стало известно, что Винсент Д’Онофрио и Чарли Кокс вернутся к ролям Уилсона Фиска / Кингпина и Мэтта Мёрдока / Сорвиголовы, соответственно, из предыдущих проектов КВМ. К концу месяца Девери Джейкобс получила роль Джули, «упорной и волевой» девушки, согласно статье издания «Deadine Hollywood». В мае 2022 года актёрский состав пополнили Ческей Спенсер, Танту Кардинал, Коди Лайтнинг и Грэм Грин, а Зан Маккларнон вернётся к роли Уильяма Лопеса, отца Майи, из «Соколиного глаза».
В апреле 2022 года Marvel Studios объявила о кастинге актёров второго плана и статистов, особенно коренных американцев, для двух периодов съёмок. Первая группа из примерно 30 человек сыграет «основных членов» коренного американского сообщества в городке; в то же время продолжался кастинг для танцоров и певцов пау-вау.

### Дизайн костюмов
Стейси Кабальеро выступит художницей по костюмам после того, как ранее работала над фильмами КВМ «Тор: Рагнарёк» (2017) и «Чёрная пантера: Ваканда навеки» (2022) в качестве помощницы художника по костюмам.

### Съёмки
Ожидалось, что производство начнётся в феврале 2022 года, а затем — в начале апреля. Основные съёмки сериала стартовали 21 апреля 2022 года по всей агломерации Атланты; тогда же съёмки должны были пройти вдоль железной дороги Грейт-Уолтон в Сошиал-Сёркле. Производство также должно пройти в Пичтри-Сити и окрестностях с конца апреля по конец августа 2022 года. Рабочими названиями сериала стали «Полное Бранзино» («Whole Branzino») и «Кузнечик» («Grasshopper»). Съёмки общих планов для двух эпизодов пройдут с 16 по 20 мая в Грантвилле, на улицах города, около водонапорной башни и замка Бонни. Съёмки за пределами Атланты с первой группой массовки начнутся 1 июня, со второй группой — в июле и продлятся три недели, а с танцорами и певцами из массовки — также в июле и продлятся две-три недели. Съёмки с первой группой статистов продлятся до сентября 2022 года.

### Музыка
В феврале 2023 года утверждалось, что Мато Ваюхи работал над партитурой для сериала, но в декабре 2023 года было объявлено, что композитором сериала выступит Дэйв Портер («Во все тяжкие»).

## Премьера
Сериал вышел полностью 9 января 2024 года на Disney+ и Hulu. Он стал первым сериалом Marvel Studios, который вышел всеми сериями сразу, предыдущие сериалы студии выпускались еженедельно. Сериал будет доступен на Hulu до 9 апреля 2024 года. Первоначально сериал планировалось выпустить в середине 2023 года, но в декабре 2022 года Дейр заявила, что сериал, скорее всего, будет выпущен примерно через год, что указывает на премьеру в конце 2023 года, которую Marvel Studios впоследствии объявила 29 ноября 2023 года, но она была отложена в сентябре 2023 года до 2024 года. Он стал частью пятой фазы КВМ и первым сериалом, выпущенным под брендом «Marvel Spotlight».

## Будущее
В ноябре 2022 года Д’Онофрио заявил, что «Эхо» приведёт к событиям сериала «Сорвиголова: Рождённый заново», а Д’Онофрио и Чарли Кокс повторят свои соответствующие роли Уилсона Фиска / Кингпина и Мэтта Мёрдока / Сорвиголовы.